# ریکاردو تولنتینو
ریکاردو تولنتینو (ایتالیایی: Riccardo Tolentino) بازیگر و کارگردان فیلم اهل ایتالیا در دوران فیلم‌های صامت بود.
از فیلم‌های او می‌توان به واندا وارنین اشاره کرد.